# Robert Engle
Robert F. Engle (Syracuse, 10 de Novembro de 1942) é um economista estadunidense. Foi laureado com o Prémio de Ciências Económicas em Memória de Alfred Nobel de 2003.

## Biografia
Engle nasceu em Syracuse, Nova York, em uma família Quaker e se formou no Williams College com um bacharelado em física. Ele obteve um mestrado em física e um doutorado em economia, ambos pela Cornell University em 1966 e 1969, respectivamente. Depois de completar seu Ph.D., Engle se tornou professor de Economia no Instituto de Tecnologia de Massachusetts de 1969 a 1977. Ele se juntou ao corpo docente da Universidade da Califórnia, San Diego (UCSD) em 1975, de onde se aposentou em 2003. Atualmente ocupa os cargos de Professor Emérito e Professor Pesquisador da UCSD. 
A contribuição mais importante de Engle foi sua descoberta inovadora de um método para analisar movimentos imprevisíveis nos preços do mercado financeiro e nas taxas de juros. A caracterização e previsão precisas desses movimentos voláteis são essenciais para quantificar e gerenciar o risco de maneira eficaz. Por exemplo, a medição do risco desempenha um papel fundamental nas opções de preços e derivados financeiros. Pesquisadores anteriores haviam assumido volatilidade constante ou usou dispositivos simples para aproximar isso. Engle desenvolveu novos modelos estatísticos de volatilidade que capturaram a tendência dos preços das ações e outras variáveis financeiras de se moverem entre os períodos de alta volatilidade e de baixa volatilidade ("Autoregressive Conditional Heteroskedasticity: ARCH"). Esses modelos estatísticos se tornaram ferramentas essenciais da moderna teoria e prática de arbitragem de preços.
Engle foi o fundador central e diretor do Instituto de Volatilidade da NYU-Stern, que publica dados semanais sobre risco sistêmico em todos os países em seu site V-LAB.
Mais recentemente, Engle (e Eric Ghysels) cofundaram a Society for Financial Econometrics (SoFiE).